# 基韋廷 (明尼蘇達州)
基韋廷（英語：Keewatin，/kiˈwɑːtɪn/ kee-WAH-tin）是一個位於美國明尼蘇達州艾塔斯卡縣的城市。

## 人口
根據2020年美國人口普查的數據，基韋廷的面積為7.41平方千米，當中陸地面積為6.79平方千米，而水域面積為0.62平方千米。當地共有人口984人，而人口密度為每平方千米133人。